# Maestro de la Leyenda de Santa Úrsula

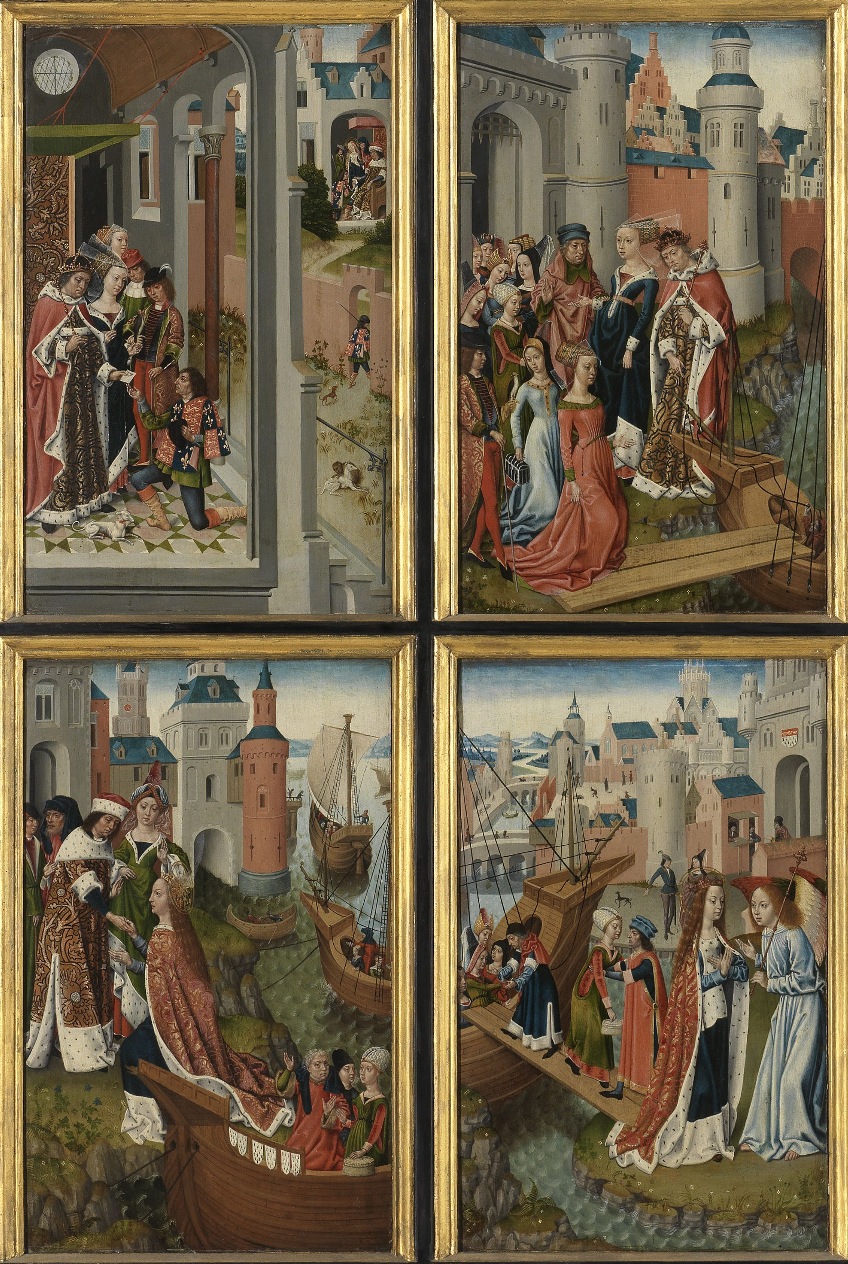
Maestro de la Leyenda de Santa Úrsula: Escenas de la vida de Santa Úrsula, h. 1485, tabla, cada escena mide 47 × 30 cm, Claustro de las Hermanas Negras de Brujas.

El Maestro de la leyenda de Santa Úrsula fue un pintor flamenco activo en el siglo XV. Su nombre deriva de un políptico representando escenas de la vida de Santa Úrsula pintado para el convento de las Hermanas Negras de Brujas; la ciudad aparece en la parte posterior de una serie de pinturas, en la que el campanario y la torre de la Iglesia de Nuestra Señora. En consecuencia es posible, dadas las etapas de construcción del campanario, determinar que el retablo se pintó en algún momento antes de 1483 o entre 1493 y 1499. Actualmente los paneles están dispersos entre una serie de museos por todo el mundo.
Se le han atribuido una serie de pinturas a este maestro, basándose en el estilo; entre ellas están un tríptico de la Natividad en el Detroit Institute of Arts, así como pinturas en Bruselas, Cherburgo, Toronto y Rochester. Entre sus alumnos se cree que estuvieron tanto Rogier van der Weyden como Hans Memling.